# Mucropedia kirstenae
Mucropedia kirstenae är en kräftdjursart som beskrevs av Bouck, Thistle och Rony Huys 1999. Mucropedia kirstenae ingår i släktet Mucropedia och familjen Harpacticidae. Inga underarter finns listade i Catalogue of Life.